# Vaszjunyin Artyom
Vaszjunyin Artyom (1984. január 26. –) magyar jégkorongozó, edző.

## Karrier
Édesapja Oleg Vaszjunyin egykor a Szokol Kijevben játszott, majd a Jászberényi Lehel HC bajnokcsapatának volt tagja. Artyom apja példáját követve, már tízévesen a pakkot kergette az Alba Volán ificsapatában. Egy rövid ferencvárosi majd dunaújvárosi kitérő után, 2004 óta ismét a székesfehérvári csapat színeiben játszik. Eddigi pályafutása során 49-szer került be a magyar válogatott keretébe.
2023 áprilisában a DEAC felnőtt csapatának a vezetőedzője lett.